# Тресс зі Смарагдового моря
«Тресс зі Смарагдового моря» (англ. Tress of the Emerald Sea) — епічний фентезійний роман американського письменника Брендона Сандерсона. Це частина вигаданого всесвіту Космера та перша книга кампанії Сандерсона «Секретні проекти» на Kickstarter. Він був ексклюзивно випущений 1 січня 2023 року компанією Dragonsteel Entertainment для спонсорів Kickstarter, випущений онлайн 10 січня 2023 року та офіційно опублікований 4 квітня 2023 року компанією Tor Books.

## Сюжет
Тресс виросла на Скелі, ізольованому острові в Смарагдовому морі. Вона проводила дні, збираючи горнятка від моряків, що пропливають повз неї, формуючи вражаючу колекцію. Одного разу Тресс відвідала свого друга Чарлі, сина герцога, але їхній зв'язок обірвався через несхвалення герцога.
Наступного ранку герцог оголосив, що його сім'я від'їжджає для укладення королівського шлюбу. Перед від'їздом Чарлі пообіцяв Тресс, що повернеться неодруженим і привезе їй особливу чашку. Минув рік, і сім'я герцога повернулася, але Чарлі зник. Тресс дізналася, що він потрапив у полон до чаклунки після того, як розлючений король заслав його у підступні опівнічні моря. Вирішивши врятувати Чарлі, Тресс вирушила в небезпечну подорож. Вона потрапила на борт контрабандистського корабля «Сон Ута», де подружилася з балакучим щуром на ім'я Гек. Коли корабель потрапив у засідку піратів, Тресс і Гек втекли і приєдналися до екіпажу сумнозвісного корабля «Пісня Ворона».
Трес швидко заприятелювала з наляканою, обірваною командою, серед яких були інтендант Форт, тесля Енн, керманичка Салай та ексцентричний Гойд, на якого чаклунка колись наклала прокляття. Вона дізналася, що капітанка «Пісні Ворона» — «спороїдка», яка використовує свої здібності для терору інших кораблів. Трес саботувала атаки «Пісні Ворона», щоб уникнути жертв, а також таємно планувала з екіпажем бунт. Коли вони наближалися до Багряного моря, Тресс дізналася, що Ворона шукає ліки від своєї хвороби у дракона Ксісіса. Тресс переконала капітанку взяти її з собою, сподіваючись, що Ксісіс допоможе визволити Чарлі з пазурів чаклунки. З підтримкою екіпажу Тресс вирушила на пошуки, щоб зупинити темні плани чаклунки.
Через три дні Тресс втілює в життя свій план — покинути корабель і продовжити місію з порятунку Чарлі. Однак Ворона підриває зусилля Тресс і попереджає її про небезпека Багряного та опівнічного морів. За підтримки Гека Тресс винаходить ракетницю, яка викликає спори. Гек повідомляє Тресс про лігво чаклунки та небезпеки, до яких вона не готова. Щоб протистояти чаклунці, Тресс має подолати три випробування: Опівнічні Сутності, гігантські золоті статуї та укріплену вежу. Коли наближаються два шторми, Тресс використовує воду, настояну на спорах, щоб викликати гігантське захисне дерево для корабля. Тресс, Форт, Енн і Салай планують усунути Ворону, але вона викриває їхній план за допомогою опівнічних спор. Гарматний майстер корабля, Лаґґарт, влаштовує засідку, поранивши Салай. Ворона бере в заручники Форта і Салай, щоб змусити Тресс підкоритися. У лігві Ксісіса Тресс перехитрила Ворону, переконавши дракона звільнити її. Після звільнення Ворони екіпаж обирає Тресс своєю капітанкою, підтримуючи її місію в Опівнічному морі.
Тресс представляє Гека як свого камердинера, відкриваючи йому опівнічні спори, які можуть знешкодити монстрів чаклунки. Однак параноїдальний Гек таємно саботує їжу на кораблі, використовуючи магію Гойда, що викликає недовіру Тресс і затримує його у в'язниці. Тресс планує відвести Гойда до лігва чаклунки, але Опівнічні Сутності влаштовують їй засідку. Гек зізнається, що служить Чаклунці, і бере Тресс у полон. На острові чаклунки Тресс розуміє, що чаклунка прокляла Чарлі, який тепер виявився Геком. Поки Тресс і Чарлі обіймаються, на острів нападає екіпаж «Воронячої пісні». Форт контролює Опівнічних Сутностей, а Гойд, знявши власне прокляття, зупиняє атаку чаклунки на Тресс і команду, змушуючи її здатися. П'ять місяців потому Тресс, Чарлі та команда покидають «Скелю» і вирушають назустріч новим пригодам.

## Персонажі
- Тресс: головна дійова особа та героїня оповідання. Її справжнє ім'я Глорф, яке вона вважає дуже невдалим. Усі в історії називають її Тресс на честь її неслухняного волосся. Вона любить чашки та має невелику колекцію (люб'язно надану Чарлі та його численним експедиціям як сина герцога), яку вона носить із собою всюди.
- Капітанка Ворона: Безжальна капітанка корабля «Пісня Ворона». Вона має симбіотичні стосунки із Зеленими спорами (стан, який у розмовній мові називають «спороїдством»), коли спори захищають її від шкоди в обмін на збільшення кількості води. Цей стан є смертельним, але вона вже прожила свій термін придатності, що робить її нігілістичною та самовпевненою, а тому небезпечною.
- Чарівниця/Рійна: головна антагоністка історії. Вона приїхала на Лумар, бо вважала, що це найвразливіша планета в Космері. Потім вона проклинала всіх, кого зустрічала, роблячи своє ім'я справді страшним. У цій історії ми зустрічаємо двох людей, яких вона прокляла, один — Гойд (детальніше описано в розділі про Гойда), а інший — Чарлі (детальніше описано в розділі про Чарлі).
- Енн: Корабельний тесляр. Вона любить зброю, але має жахливий ціль, аж до комедії.
- Салай: керманичка корабля. Її мета — знайти свого батька.
- Форт: Глухий інтендант, який використовує налтіанську дошку для перекладу. Він був першим членом екіпажу, який став добрим до Тресс.
- Чарлі: Син герцога. Найбільше любить історії та пригоди. Коханий Трессі. Прокляття Рійни перетворило його на щура.
- Улам: Кандра зі Скадріалу, якого Гойд покликав до Лумара (імовірно до того, як Гойда було проклято). Побачивши стан Гойда, Улам вирішив залишитися з Гойдом, щоб стежити за ним. Тепер він проводить свої дні як корабельний хірург.
- Гойд: Мандрівник і казкар, який виступає в ролі оповідача цієї історії. Гойд повторюється в кожному романі, що є частиною всеохоплюючої історії Космера.

## Публікація
Навесні 2022 року Брендон Сандерсон на Kickstarter оголосив кампанію «Секретні проєкти» для публікації чотирьох секретних і зовсім нових романів, написаних під час пандемії COVID-19. Кампанія досягла своєї мети за день і зібрала 41,7 мільйона доларів. «Тресс зі Смарагдового моря» є першим із секретних проєктів і є частиною вигаданого Сандерсонома всесвіту Космер. Роман натхненний романом Вільяма Ґолдмана «Принцеса-наречена» 1973 року і оповідається від імені Гойда, постійного персонажа, який з'являвся в численних романах серії Космер і про якого Сандерсон завжди хотів написати книгу.
Прихильники кампанії на Kickstarter отримали преміум-видання роману, опубліковане Dragonsteel Entertainment 1 січня 2023 року, а стандартне видання у твердій палітурці, опубліковане Tor Books, було офіційно випущено 4 квітня 2023 року.

## Відгуки
Kirkus Reviews назвав роман «фентезійною пригодою з дотепним гумором», похваливши його за захоплюючу побудову світу, привабливих персонажів і почуття гумору.
Ліндсі Лютер з Tor.com назвала роман «захоплюючим і зовсім не схожим ні на що, що я бачила в будь-якому іншому фантастичному романі». Вона описала роман як «казкову пригоду Космера, наповнену кумедними персонажами» і сказала, що «дар Сандерсона створювати унікальні декорації справді сяє».
Девід Вайлі з Open Letters Review похвалив роман за «стрімкий темп, дотепний гумор, яскравих персонажів і захопливу магічну систему», проте розкритикував оповідь і забагато пов'язаних із Космером тонкощів, доданих до сюжету.

## Українське видання
В Україні книгу «Тресс зі Смарагдового моря» видало видавництво Vivat у 2024 році. Переклад українською мовою здійснила Ганна Цвіра.